# Cantó de Briva la Galharda Centre
El cantó de Briva la Galharda Centre és un cantó francès del departament de la Corresa, situat al districte de Briva la Galharda. Comprèn part del municipi de Briva la Galharda.

## Història
| Data d'elecció                           | Identitat           | Partit        | Qualitat |
| ---------------------------------------- | ------------------- | ------------- | -------- |
| 1982-1985                                | Jean Charbonnel     | Divers droite |          |
| 1988-1992                                | Odette Neuville     | Divers droite |          |
| 1992-1995                                | Bernard Murat       | RPR           |          |
| 1995-2004                                | Jean-Baptiste Dupuy | RPR           |          |
| 2004-                                    | Frédéric Soulier    | UMP           |          |
| les dades anteriors no són pas conegudes |                     |               |          |
|                                          |                     |               |          |

| 1962 | 1968 | 1975 | 1982 | 1990 | 1999 | 2006  |
| ---- | ---- | ---- | ---- | ---- | ---- | ----- |
| -    | -    | -    | -    | -    | -    | 8.830 |